# Punkt 44
Punkt 44 – centrum rozrywki w Katowicach, położone przy ulicy Gliwickiej 44 na obszarze dzielnicy Załęże. Wybudowane zostało w latach 2001–2002 według projektu Pawła Gralińskiego. Znajduje się w nim multipleks sieci Cinema City, kino IMAX, kręgielnia oraz różnego typu obiekty gastronomiczne i rozrywkowe.

## Historia

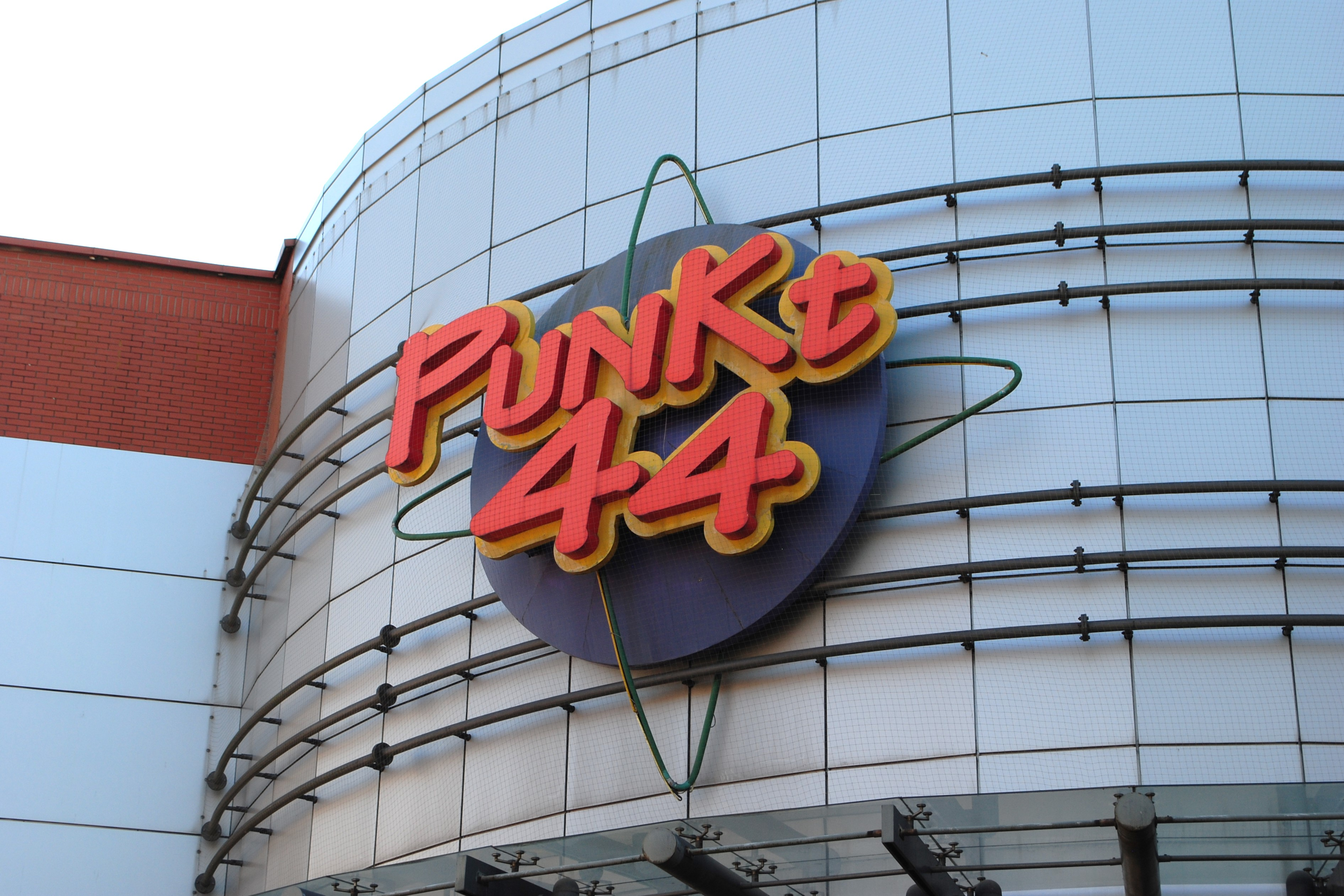
Logo nad wejściem do Punktu 44

Centrum rozrywki Punkt 44 zostało wzniesione w miejscu boiska Baildonu Katowice, natomiast jego parking w rejonie nieistniejącego budynku Domu Kultury huty „Baildon”. Pierwotnie w miejscu parkingu znajdował się natomiast budynek gospody Grünfelda powstały około 1873 roku. Po II wojnie światowej był siedzibą Zakładowego Domu Kultury. Budynek ten wkrótce wyburzono i w 1963 roku przy ulicy Gliwickiej 46 powstał nowy gmach. Został on rozebrany w 2001 roku. Boisko natomiast zostało wytyczone w latach międzywojennych i było użytkowane najpierw przez Naprzód 1912 Załęże, a później przez Baildon Katowice.
Budowa kompleksu Punkt 44 trwała niecałe dziewięć miesięcy, a całość kosztowała niecałe 15 mln dolarów. Zostało ono otwarte 5 lipca 2002 roku. Ulokowano w nim pierwsze w Katowicach kino sieci Cinema City, będący jednocześnie pierwszym multipleksem w mieście oraz trzecie w Polsce trójwymiarowe kino IMAX. W momencie otwarcia kompleks posiadał multipleks sieci Cinema City z 11 salami kinowymi, wielkoformatowe kino IMAX, kręgielnię Hocus Pocus (w 2013 roku zastąpiona przez Gravitację), kawiarnię internetową i inne obiekty rozrywkowo-gastronomiczne. Gmach zaprojektował Paweł Graliński w latach 1998–2002.
Rada Miasta Katowice uchwałą nr XVII/346/11 z 21 grudnia 2011 roku nadała placowi położonemu pomiędzy ulicą Gliwicką a ulicą G. Narutowicza nazwę skwer Stanisława Barei. Uchwała weszła w życie 3 lutego 2012 roku.

## Charakterystyka

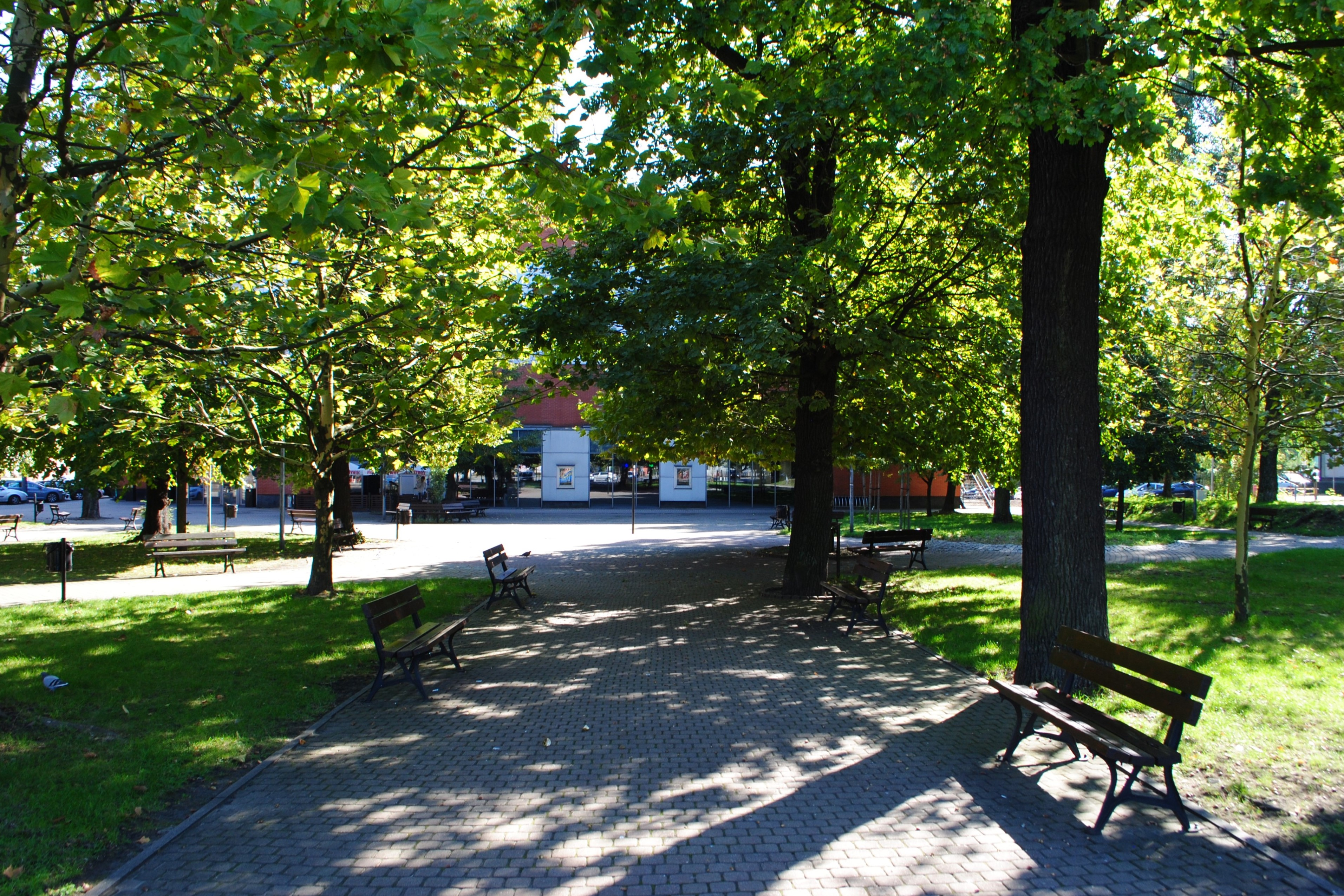
Fragment skweru S. Barei (2024)

Centrum rozrywki Punkt 44 położone jest Katowicach, na terenie dzielnicy Załęże. Swoją nazwę wzięło od adresu pod którym się znajduje: ulica Gliwicka 44. 
Jest to wolnostojący obiekt o powierzchni użytkowej wynoszącej 9 373,8 m² i powierzchni zabudowy 4 990 m². Liczy 3 kondygnacje nadziemne. Znajduje się w nim trzynastosalowy multipleks Cinema City z 2,8 tys. miejsc, kino IMAX, Gravitacja (kręgielnia i bilard), salon gier wideo oraz kilka lokali gastronomicznych. Kino IMAX posiada amfiteatralną salę kinową z 400 miejscami i ekranem o wymiarach 24×18 m.
W sąsiedztwie Punktu 44, przy skrzyżowaniu ulic Gliwickiej i P. Pośpiecha, znajduje się duży nadziemny parking. Przy nim położony jest przystanek autobusowy i tramwajowy Załęże Pośpiecha, a także stacja Metroroweru. Pomiędzy gmachem a parkingiem rozciąga się przestrzeń parkowa – skwer S. Barei.